# Тимковский, Борис Викторович
Борис Викторович Тимковский (род. 3 сентября 1936, Москва, РСФСР, СССР) — советский и российский оператор-постановщик. Заслуженный работник культуры Российской Федерации (2006).

## Биография
Борис Викторович Тимковский родился 3 сентября 1936 года в городе Москве.
Советский и российский оператор-постановщик киностудии «Ленфильм».
Доцент кафедры операторского искусства федерального государственного образовательного учреждения высшего профессионального образования «Санкт-Петербургский государственный институт кино и телевидения» (СПбГИКиТ).
Автор методических пособий:
- «Съёмка на цветных плёнках с обращением», 2009.
- «Светофильтры и их применение в электронной кинематографии», 2011.

## Фильмография

#### Оператор-постановщик
1. 1965 — Лебединая песня (короткометражный) (Режиссёр-постановщик: Юрий Могилевцев)
2. 1967 — Личная жизнь Кузяева Валентина (Режиссёр-постановщик: Игорь Масленников)
3. 1969 — Киноальманах «Мальчишки» Новелла 2. Это именно я (короткометражный) (совместно с Вадимом Грамматиковым) (Режиссёр-постановщик: Леонид Макарычев)
4. 1969 — Эти невинные забавы (совместно с Вадимом Грамматиковым) (Режиссёр-постановщик: Август Балтрушайтис)
5. 1970 — Золото Высоких Татр (совместно с Дмитрием Месхиевым, Николаем Покопцевым, Александром Чечулиным) (Режиссёр-постановщик: Виктор Садовский)
6. 1971 — Ход белой королевы (Режиссёр-постановщик: Виктор Садовский)
7. 1972 — Красные пчёлы (совместно с Музакиром Шуруковым) (Режиссёр-постановщик: Леонид Макарычев)
8. 1973 — Капитан (ТВ) (короткометражный) (Режиссёр-постановщик: Аян Шахмалиева)
9. 1975 — Дожить до рассвета (Режиссёры-постановщики: Михаил Ершов, Виктор Соколов)
10. 1976 — Дикий Гаврила (Режиссёр-постановщик: Леонид Макарычев)
11. 1978 — Киноальманах «Завьяловские чудики». Новелла 3. Версия (короткометражный) (Режиссёр-постановщик: Валерий Гурьянов)
12. 1978 — Рыцарь из Княж-городка (Режиссёр-постановщик: Вадим Михайлов)
13. 1980 — Тайное голосование (Режиссёр-постановщик: Валерий Гурьянов)
14. 1981 — Правда лейтенанта Климова (Режиссёр-постановщик: Олег Дашкевич)
15. 1985 — Гиляровений (ТВ) (Режиссёр-постановщик: ?)
16. 1987 — Счастливо оставаться! (короткометражный) (Режиссёр-постановщик: Сергей Белошников)
17. 1990 — Версаль-Петергоф (Россия/Франция) (Режиссёр-постановщик: ?)
18. 1990 — Золото Сибири (ТВ) (Россия/Япония) (Режиссёр-постановщик: ?)
19. 1991 — Николай Акимов — возвращение (ТВ) (Режиссёр-постановщик: ?)
20. 1992 — Реликвия (ТВ) (Режиссёр-постановщик: ?)
21. 1994 — Убегающий (Ливан/Канада) (Режиссёр-постановщик: ?)

#### Режиссёр-постановщик
1. 2002 — Берлинская мозаика (ТВ) (ФРГ)
2. 2004 — 24 часа в Петербурге (ТВ) (Россия)
3. 2005 — Принцы Ольденбургские в Петербурге (ТВ) (ФРГ)
4. 2006 — Петербургские кадеты. Взгляд в прошлое — шаг в будущее (ТВ) (Россия)
5. 2007 — В гости к Карлу Миллесу (ТВ) (Швеция)
6. 2008 — Лики Стокгольма (ТВ) (Швеция)
7. 2009 — Вело-Амстердам (ТВ) (Нидерланды)
8. 2009 — Старый Мюнхен (ТВ) (ФРГ)
9. 2010 — Спасённая Вена (ТВ) (Австрия)
10. 2010 — Новый Париж (ТВ) (Франция)

## Признание и награды
- 2006 — Заслуженный работник культуры Российской Федерации.
- 1981 — Правда лейтенанта Климова — Серебряной медали им. А. П. Довженко, 1983 года удостоены: автор сценария Леонид Крейн, режиссёр-постановщик Олег Дашкевич, оператор-постановщик Борис Тимковский, актёр Андрей Ростоцкий.